# Sosineura mimica
Sosineura mimica là một loài bướm đêm thuộc họ Carposinidae. Nó được tìm thấy ở Úc, bao gồm Tasmania.

## Hình ảnh

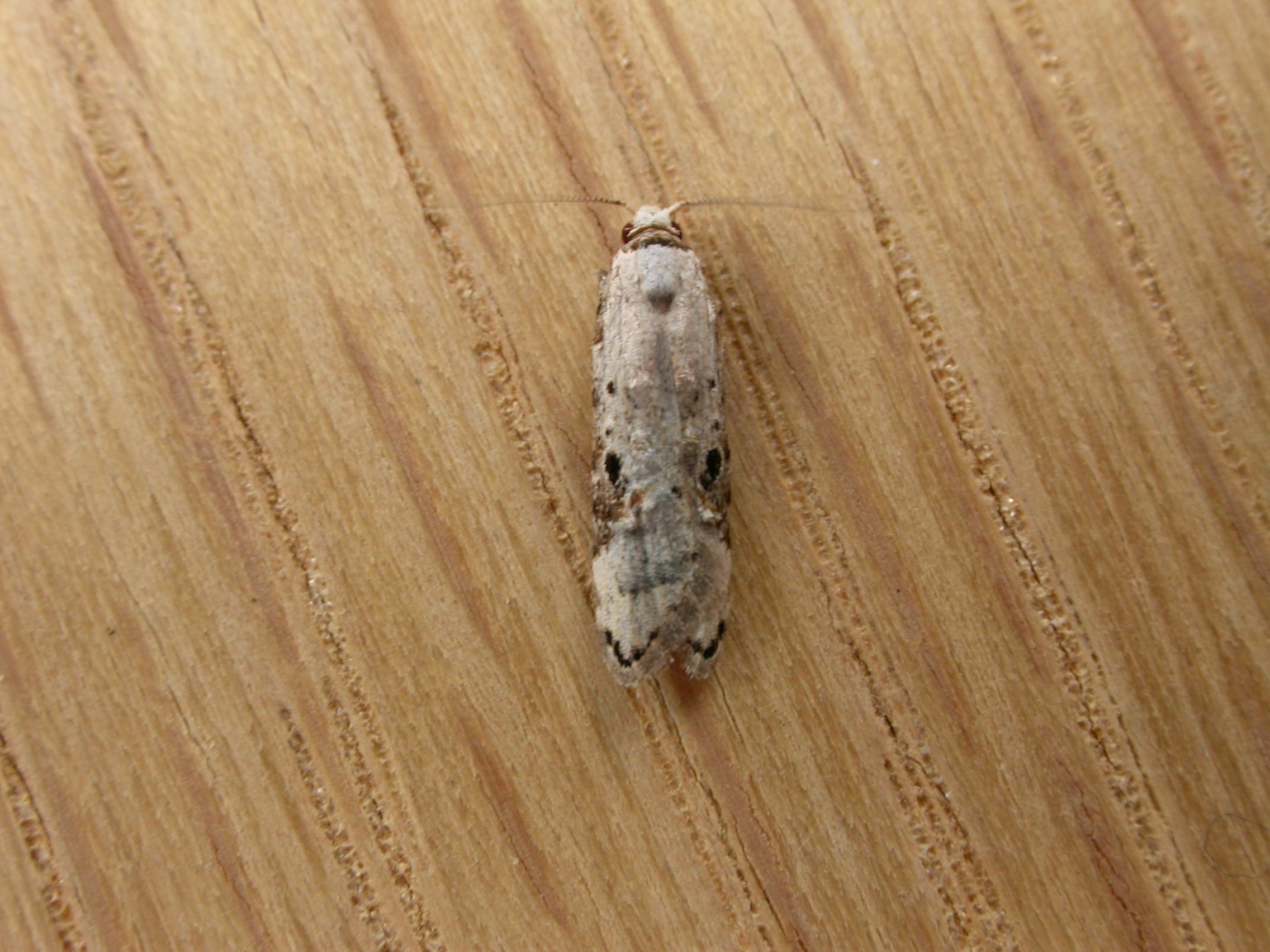